# Blech (Filipowice)
Blech – południowo-wschodnia część wsi Filipowice w Polsce, położona w województwie małopolskim, w powiecie krakowskim, w gminie Krzeszowice.
W latach 1975–1998 Blech administracyjnie należał do województwa krakowskiego.
Blech położony jest na północ od Filipówki przy granicy z Wolą Filipowską.